# Komtessan Charlotte
Komtessan Charlotte är en svensk kort dramafilm från 1912 i tre akter med regi av Poul Welander. 

## Om filmen
Filmen premiärvisades 22 februari 1912 på Stora Biografteatern i Malmö. Filmen spelades in vid Stora Biografteaterns ateljé i Linnéaträdgården Malmö med exteriörer från Rosenborgs slott i Köpenhamn och Eremitageslottet i Dyrehaven norr om Köpenhamn. Regissör var Paul Welander som även spelade en filmens manliga roll. Fotograf var Ernst Dittmer.
Filmen ansågs liksom övrig produktion av Frans Lundberg ha gått förlorad. Men 2009 hittade Cinémathèque française originalnegativet till filmen i sina samlingar i Paris, varefter Svenska Filminstitutet kunde restaurera filmen och visa den på Cinemateket i Stockholm och Malmö.

## Roller
- Hans Dynesen - greve Preben Galt till Rosenvold
- Philippa Frederiksen - grevinnan Galt, hans hustru
- Agnes Nyrup-Christensen - komtessan Charlotte
- Arvid Ringheim - Knut Caas till Skaraborg
- Poul Welander - Jens, stallknekt